# Igreja de Santo André (Rippingale)

A Igreja de Santo André em Rippingale, Lincolnshire, na Inglaterra, é uma igreja anglicana listada como Grau I. A primeira fase da igreja data de meados do século XIII.

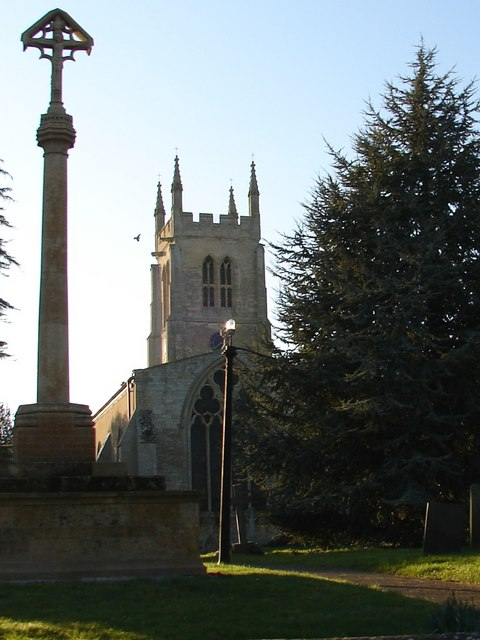
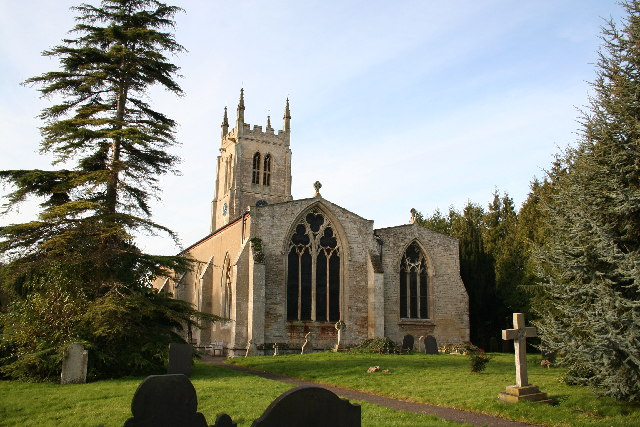
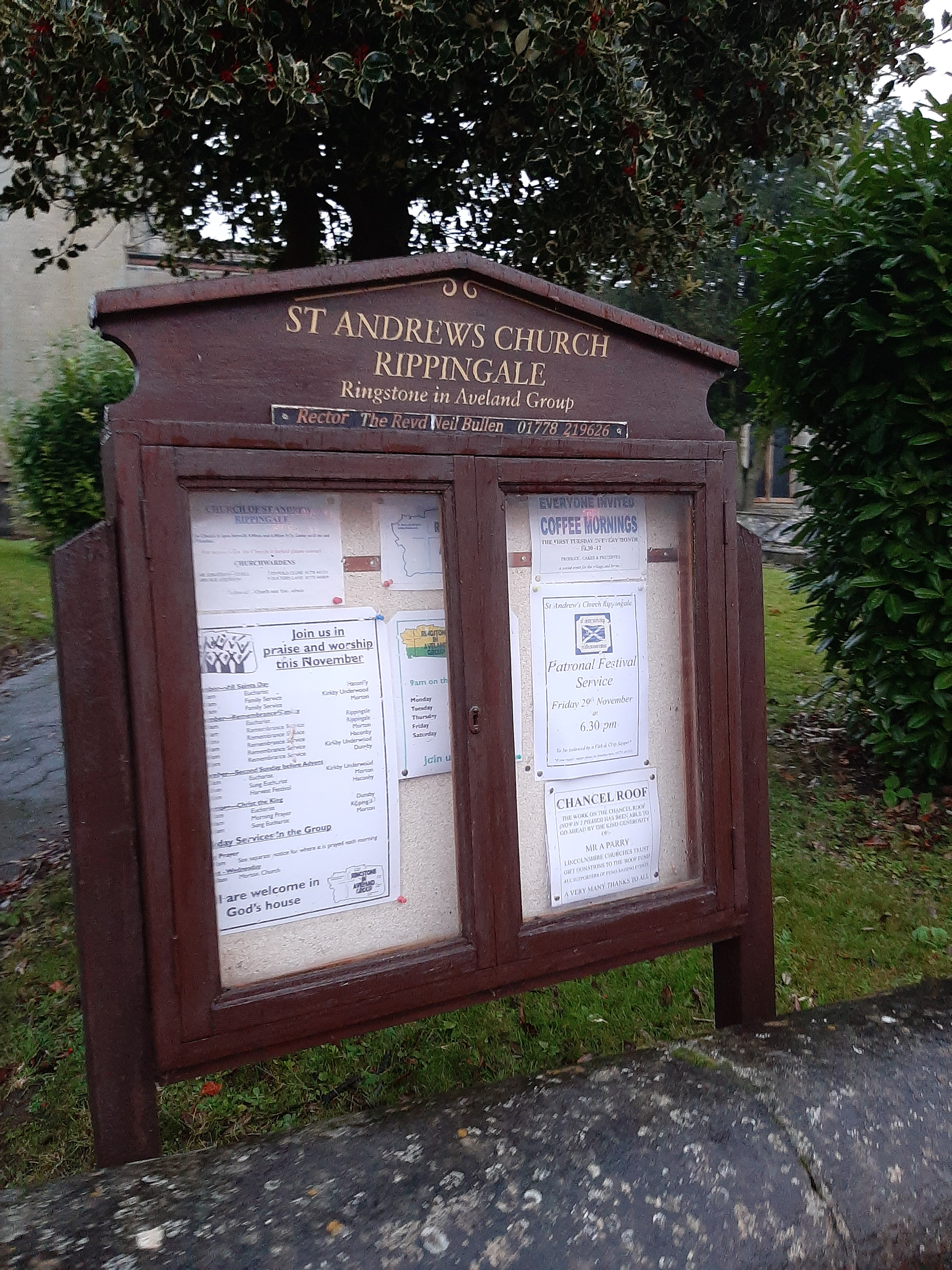
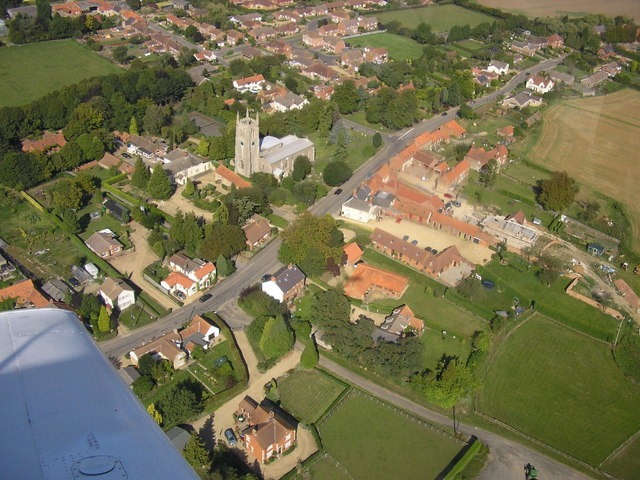